# Шал Серкл
Шал Серкл (енгл. Schall Circle) насељено је место без административног статуса у америчкој савезној држави Флорида.

## Демографија
По попису из 2010. године број становника је 1.117, што је 152 (15,8%) становника више него 2000. године.
| Група             | 2000.       | 2010.       |
| Белци             | 540 (56,0%) | 296 (26,5%) |
| Афроамериканци    | 264 (27,4%) | 452 (40,5%) |
| Азијати           | 10 (1,0%)   | 13 (1,2%)   |
| Хиспаноамериканци | 134 (13,9%) | 371 (33,2%) |
| Укупно            | 965         | 1.117       |